# Jerusalem Lions 2021-2022
Questa voce raccoglie le informazioni riguardanti i Jerusalem Lions nelle competizioni ufficiali della stagione 2021-2022.

## Israel Football League 2021-2022

### Stagione regolare
| Tel Aviv 3 febbraio 2022, ore 21:30 1ª giornata | Tel Aviv Pioneers | 12 – 14 | Jerusalem Lions |  |

| Ramat HaSharon 11 febbraio 2022, ore 9:00 2ª giornata | Ramat HaSharon Hammers | 58 – 14 (8-0 22-0 14-8 14-6) | Jerusalem Lions |  |

| Gerusalemme 17 febbraio 2022, ore 19:30 3ª giornata | Jerusalem Lions | 73 – 0 | Petah Tikva Troopers | Kraft Sports Campus |

| Gerusalemme 3 marzo 2022, ore 19:30 5ª giornata | Jerusalem Lions | 20 – 51 | Ramat HaSharon Hammers | Kraft Sports Campus |

| Gerusalemme 1º aprile 2022, ore 10:00 9ª giornata | Jerusalem Lions | - – - (annullata) | Mazkeret Batya Silverbacks | Kraft Sports Campus |

| Gerusalemme 7 aprile 2022, ore 20:00 10ª giornata | Jerusalem Lions | 32 – 42 | Beit Shemesh Rebels | Kraft Sports Campus |

| Netanya 13 aprile 2022 11ª giornata | Haifa Underdogs | 0 – 1 (a tavolino) | Jerusalem Lions | Istituto Wingate |

| Petah Tiqwa 28 aprile 2022, ore 21:00 12ª giornata | Petah Tikva Troopers | 0 – 62 | Jerusalem Lions | Stadio HaMoshava |

| Gerusalemme 12 maggio 2022, ore 19:30 14ª giornata | Jerusalem Lions | 14 – 38 | Tel Aviv Pioneers | Kraft Sports Campus |

| Gerusalemme 19 maggio 2022, ore 19:30 15ª giornata | Jerusalem Lions | 18 – 26 | Beit Shemesh Rebels | Kraft Sports Campus |

## Statistiche di squadra
| Competizione | %Vittorie | In casa | In casa | In casa | In casa | In casa | In casa | In trasferta | In trasferta | In trasferta | In trasferta | In trasferta | In trasferta | Totale | Totale | Totale | Totale | Totale | Totale |
| Competizione | %Vittorie | G       | V       | N       | P       | Pf      | Ps      | G            | V            | N            | P            | Pf           | Ps           | G      | V      | N      | P      | Pf     | Ps     |
| ------------ | --------- | ------- | ------- | ------- | ------- | ------- | ------- | ------------ | ------------ | ------------ | ------------ | ------------ | ------------ | ------ | ------ | ------ | ------ | ------ | ------ |
| Campionato   | .444      | 5       | 1       | 0       | 4       | 157     | 157     | 4            | 3            | 0            | 1            | 91           | 70           | 9      | 4      | 0      | 5      | 248    | 227    |
| Totale       | .444      | 5       | 1       | 0       | 4       | 157     | 157     | 4            | 3            | 0            | 1            | 91           | 70           | 9      | 4      | 0      | 5      | 248    | 227    |